# Kościół św. Michała Archanioła w Urazie

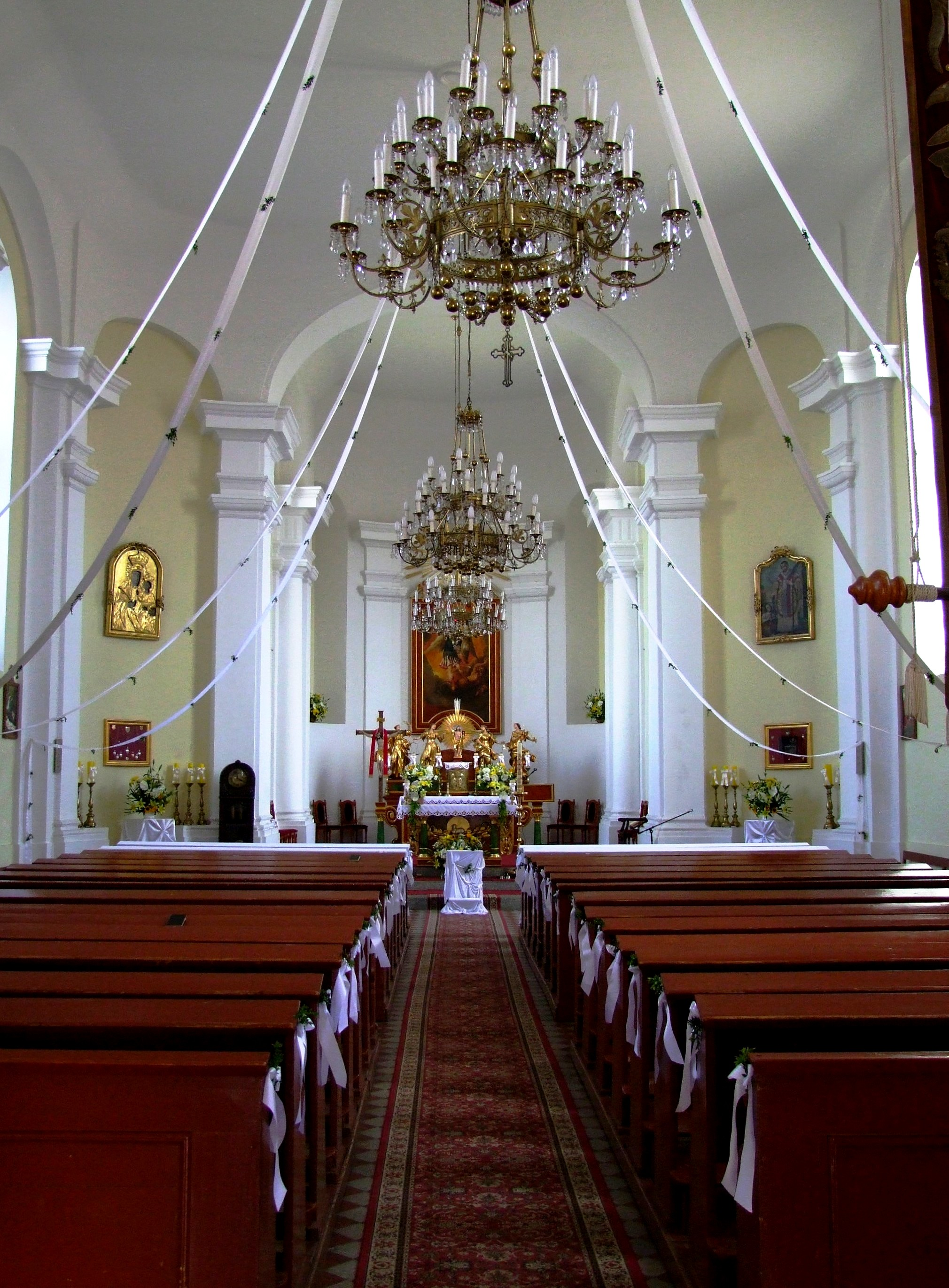
Wnętrze kościoła

Kościół św. Michała Archanioła w Urazie – rzymskokatolicki kościół parafialny w podwrocławskim Urazie, gmina Oborniki Śląskie.

## Historia
Kościół wzmiankowany w 1218. Obecny został zbudowany w latach 1750–1789 w stylu barokowym, restaurowany w XIX wieku, spalony w 1945, odbudowany w latach 1951-1953 przez ks. Franciszka Dorożyńskiego. W 1970 wykonano nową polichromię wnętrza. W 1997 podczas powodzi tysiąclecia kościół został zalany do wysokości 40 cm. W latach 1997–2000 został wyremontowany. 

## Architektura
Kościół jest późnobarokowy, orientowany, jednonawowy, z wydzielonym prezbiterium i kwadratową czterokondygnacyjną wieżą od zachodu. Wewnątrz wyposażenie neogotyckie przywiezione w 1945 przez repatriantów z kościoła Wniebowzięcia Najświętszej Marii Panny w Nawarii obok Lwowa:
- obraz Matki Boskiej z Dzieciątkiem z XVI wieku ufundowany przez Mikołaja Herburta Odnowskiego dla katedry łacińskiej we Lwowie
- rzeźba Chrystusa Ukrzyżowanego, autorstwa Jana Jerzego Pinzla
- barokowy obraz św. Walentego z pierwszej połowy XVIII wieku
- wielka chorągiew procesyjna Bractwa Różańcowego z 1755
- w bocznych ołtarzach rokokowe rzeźby cnót kardynalnych: Roztropności, Sprawiedliwości, Wstrzemięźliwości i Męstwa z lat 1763–1768, polichromowane i pozłocone po 1774 roku, autorstwa Antoniego Osińskiego
- krucyfiks z 1770 autorstwa Antoniego Osińskiego
- pozłacany, ozdobny feretron z obrazami Matki Boskiej Różańcowej, Dzieciątka Jezus, Ducha Świętego autorstwa warsztatu Antoniego Osińskiego
- cztery rokokowe rzeźby ewangelistów z ambony kościoła w Nawarii z lat 1760-1766 autorstwa Macieja Polejowskiego
- relikwiarz św.Walentego z relikwią – palcem św. Walentego[2].

Przed kościołem stoi kamienna grota Matki Boskiej z Lourdes ze sceną wizji św. Bernadety.

## Rokokowa rzeźba lwowska
W kościele znajduje się największy na Śląsku zbiór rokokowej rzeźby lwowskiej charakteryzującej się niezwykłym poruszeniem postaci, skomplikowanym, teatralnym upozowaniem, gwałtowną gestykulacją oraz silną ekspresją.